# 미르자 굴람 아흐마드

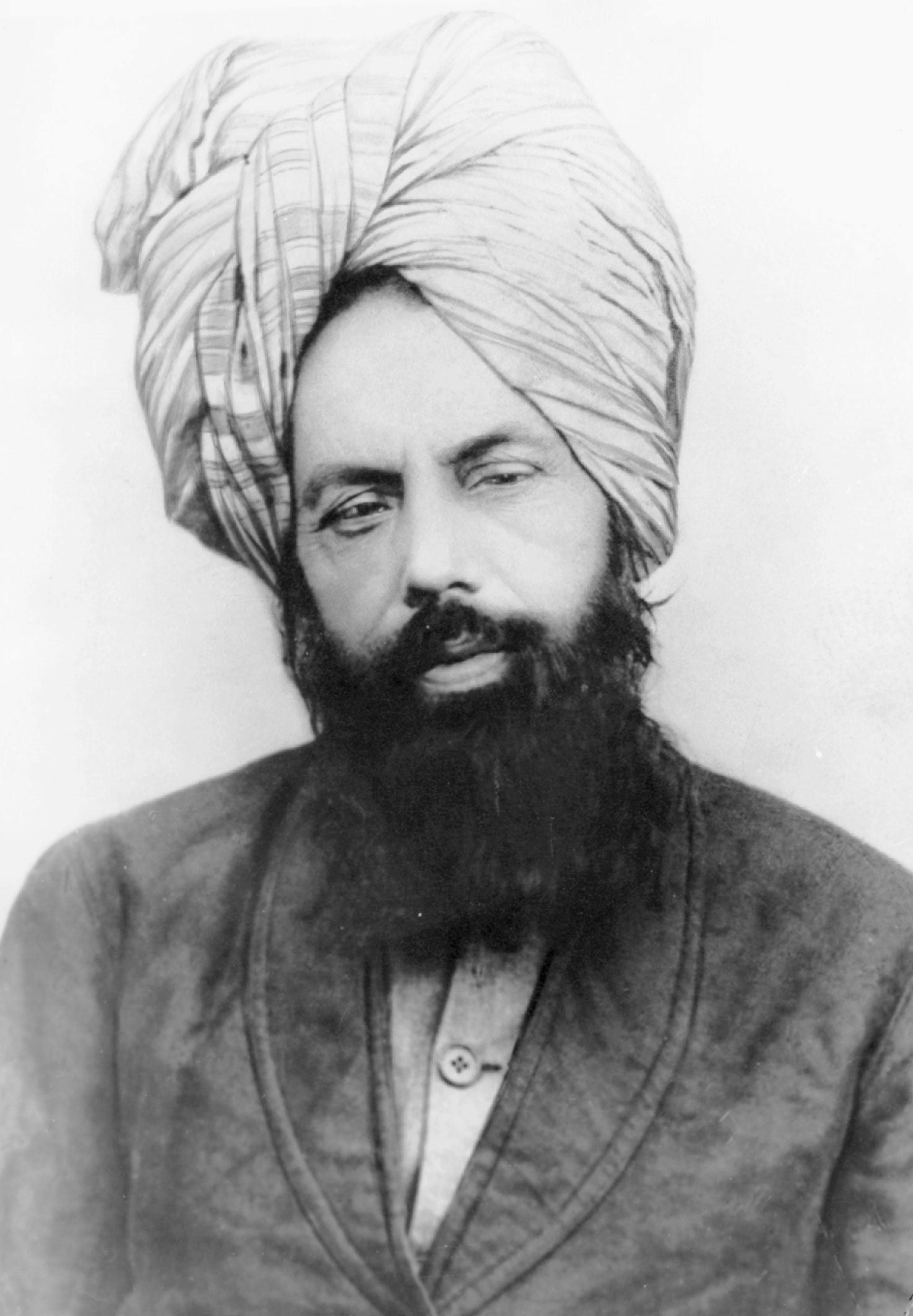
1897년 경 모습

미르자 굴람 아흐마드(Mirza Ghulam Ahmad, 1835년 2월 13일 – 1908년 5월 26일)는 인도의 종교 지도자이자 이슬람의 아흐마드파의 창시자였다. 자신이 약속된 메시아이자 마흐디로 신성하게 임명되었다고 주장했는데, 이는 종말에 관한 이슬람 예언의 성취로 예수의 은유적인 재림(mathīl-iʿIsā)이자 무자디드(100주년 부활자)이다.
펀자브 시골 지역 카디안(Qadian)의 귀족 가문에서 태어난 아흐마드는 이슬람교의 작가이자 토론가로 떠올랐다. 그가 40세가 막 넘었을 때 그의 아버지가 돌아가셨고, 그 무렵 그는 하나님이 그와 소통하기 시작하셨다고 믿었다. 1889년에 그는 루디아나에서 40명의 지지자들로부터 충성을 맹세하고, 자신이 신성한 지시라고 주장한 것에 따라 추종자 공동체를 형성했으며, 아흐마드파의 설립을 기념하는 행사인 10가지 입문 조건을 규정했다. 그에 따르면, 이 운동의 사명은 하나님의 절대적인 하나됨의 회복, 이슬람 이상에 따른 사회의 도덕적 개혁을 통한 이슬람의 부흥, 그리고 원래의 형태로 이슬람을 세계적으로 전파하는 것이었다. 예수(또는 이사)에 대한 기독교 및 주류 이슬람 견해와는 반대로, 아흐마드는 자신이 실제로 십자가에 못 박혀 살아남았고 자연사했다고 주장했다. 펀자브 지역을 광범위하게 여행하면서 자신의 종교적 사상을 설교하고 개혁주의 프로그램과 그가 신으로부터 받았다고 주장하는 개인적인 계시를 결합하여 지지를 모았다. 그로 인해 그의 일생 동안 상당한 추종은 물론 특히 무슬림 울라마로부터 상당한 적대감을 불러일으켰다. 그는 기독교 선교사, 무슬림 학자, 힌두교 부흥운동가들과 수많은 공개 토론과 대화에 참여한 것으로 알려져 있다.
아흐마드는 다작의 작가였으며 1880년 바라힌-이-아마디야(Barahin-i-Ahmadiyya, 그의 첫 번째 주요 작품인 '아마디야의 증거')의 첫 권이 출판된 후 1908년 5월에 사망할 때까지 다양한 종교, 신학, 도덕적 주제에 관해 90권이 넘는 책을 썼다. 저작 중 다수는 이슬람을 옹호하는 논쟁적이고 변증적인 어조를 담고 있으며, 종종 이슬람 가르침에 대한 자신의 해석을 명시함으로써 합리적인 논증을 통해 종교로서의 우월성을 확립하려고 노력한다. 이슬람의 평화적 전파를 옹호했으며 현 시대에 만연한 상황에서 군사적 지하드가 허용되는 것에 대해 단호히 반대했다. 사망할 때까지 그는 특히 미국 주, 펀자브 및 신드 내에서 약 400,000명의 추종자를 모았고 집행 기관과 자체 인쇄기를 갖춘 역동적인 종교 조직을 구축했다. 그의 죽음 이후 그는 메시아의 후계자(Khalīfatul Masīh)라는 칭호를 맡은 그의 가까운 동료 하킴 누르-우드-딘(Hakīm Noor-ud-Dīn)이 계승했다.
아마디 무슬림은 아흐마드를 약속된 메시아이자 이맘 마흐디로 존경하지만, 그럼에도 불구하고 무함마드는 아마디야 이슬람의 중심 인물로 남아 있다. 이슬람 내의 하급(움마티) 선지자라는 아흐마드의 주장은 그의 추종자들과 무함마드가 마지막 선지자라고 믿는 주류 무슬림들 사이의 논쟁의 중심점으로 남아 있다.

## 같이 보기
- 종교 설립자 목록